# Čimango žlutavý
Čimango žlutavý (Milvago chimachima) je druh sokolovitého ptáka, který obývá Jižní Ameriku severně od Patagonie a východně od And, jeho rozšíření zasahuje také do Střední Ameriky a na některé karibské ostrovy. Vyhledává otevřené krajiny do nadmořské výšky až 3600 metrů.

## Popis
Dosahuje délky 40–45 cm a rozpětí křídel 75–90 cm. Samci váží okolo 300 gramů a samice okolo 330 gramů. Ve zbarvení se pohlavní dimorfismus neprojevuje, samci i samice mají peří na hlavě, břiše a hrudi smetanové až béžové s nažloutlým nádechem, hřbet, křídla a svrchní část ocasu jsou hnědé až černé. Okolo oka a kořene zobáku má žlutou lysinu, přes spánky se táhne černý vodorovný pruh. Nedospělí jedinci bývají hnědobíle kropenatí.

## Způsob života
Obývá tropické a subtropické savany, pastviny a zaplavovaná údolí řek, vede usedlý způsob života a vytváří malá hejna. Hnízdí na osamělých vysokých stromech nebo na skalách, v období rozmnožování varuje konkurenty charakteristickým hlasitým křikem. Ve snůšce se nachází jedno až dvě vejce, žlutohnědě zbarvená a dlouhá okolo 4 cm.
Je těžkopádným letcem a jen zřídka uloví větší kořist. Živí se převážně mršinami, rybami, žábami, ještěrkami, hmyzem nebo ovocem. S oblibou vyzobává parazity ze srsti pasoucího se dobytka nebo kapybar, což mu vyneslo přezdívku „garrapatero“ (klíšťový pták). Čimango žlutavý profituje z mýcení lesů a rozrůstání kulturní krajiny a stává se stále hojnějším. Člověka se nebojí a v mnoha latinskoamerických velkoměstech si navykl na synantropní způsob života.

## Poddruhy
- M. chimachima cordata – od Kostariky po povodí Amazonky.
- M. chimachima chimachima – od Amazonky po severní část Argentiny
- †M. chimachima readei – Florida